# Ricette pericolose
Ricette pericolose è stata una serie televisiva britannica prodotta dalla BBC dal 2006 al 2008 (titolo originale Cooking in the Danger Zone), presentata da Stefan Gates. In Italia veniva trasmessa da Cielo la terza stagione dal lunedì al venerdì alle ore 14.00 e alle 10.30.

## Format
In ciascuna puntata, il coraggioso gastronauta Stefan Gates esplora le insolite abitudini alimentari in alcune delle zone più pericolose del mondo, sfruttando il cibo per scoprire disagi e verità di ciascuna cultura. Infatti Il cibo è uno stile di vita, ma spesso indagando su di esso si scoprono i problemi di una nazione. Ha mangiato cose come i topi in India, i cuccioli di foca al Polo Nord e una minestra radioattiva a Černobyl'.

## Episodi in onda

### Etiopia
Il primo resoconto arriva dall'Etiopia, dove il commercio di animali selvatici minaccia alcune specie in via di estinzione e la crisi di aiuti rende sempre più precaria la vita della gente. Nelle foreste i cacciatori non hanno altra scelta se non nutrirsi della carne di animali selvatici come zibetti o gatti. Ma nelle città c'è chi propone quella del cosiddetto Topo del bambù come soluzione alternativa. Purtroppo a 25 anni dalla carestia che ha flagellato il paese nel 1984, molti problemi non sono stati risolti e rischiano di diventare ancora più gravi.

### Haiti e Messico
Stefan si sposta ad Haiti e visita le baraccopoli di Cité Soleil con i soldati brasiliani delle Nazioni Unite. Qui il celebre reporter-gastronomo indaga su come gli accordi commerciali americani influenzino in maniera deleteria questi luoghi. Il suo viaggio prosegue in Messico, dove la lotta per le terre coltivabili miete continuamente vittime e le rivolte contro l'aumento dei prezzi alimentari sono all'ordine del giorno. Inoltre molti messicani vedono gli Stati Uniti come un paese verso cui fuggire per rifarsi una vita. Ma anche quello della fuga è un business.

### Israele
Il racconto di Stefan si conclude in una terra martoriata dalla guerra: Israele. Qui la realtà è popolata da gas lacrimogeni, missili e razzi. Anche in questi luoghi chi controlla il cibo spesso è in conflitto con chi deve raccoglierlo, prepararlo o mangiarlo. Gates visita poi le tribù beduine del deserto del Negev, costrette ad abbandonare la loro terra ed a sopravvivere crescendo capre e cammelli. E nella striscia di Gaza la situazione è ancora più "esplosiva".